# سالفاتوري بيانكي
سالفاتوري بيانكي (بالإنجليزية: Salvatore Bianchi)‏ (و. 1821 – 1884 م) هو مهندس معماري، من مملكة إيطاليا، ولد في روما، توفي في روما، عن عمر يناهز 63 عاماً.